# The Help (filme)
The Help (bra: Histórias Cruzadas; prt: As Serviçais) é um filme de drama indo-emirático-estadunidense de 2011 dirigido por Tate Taylor, baseado no livro romance homônimo de Kathryn Stockett. O filme é um retrato sobre uma mulher caucasiana, Eugenia “Skeeter” Phelan, e o seu relacionamento com duas empregadas negras durante a era americana dos Direitos civis nos Estados Unidos de 1960. Skeeter é uma jornalista que decide escrever um livro da perspectiva das empregadas (conhecido como The Help), mostrando como elas estão sofrendo racismo na casa de brancos.
O filme é ambientado em Jackson, Mississippi, e estrela Emma Stone, Viola Davis, Octavia Spencer, Bryce Dallas Howard, Jessica Chastain, Sissy Spacek, Mike Vogel, Mary Steenburgen e Allison Janney. The Help teve boa critica e tornou-se um grande sucesso. Em 29 de janeiro o elenco recebeu o Screen Actors Guild Awards de Melhor Elenco em cinema.

## Enredo
Em 1963, Jackson, Mississippi, Aibileen Clark (Viola Davis) é uma empregada doméstica negra que trabalha cuidando de crianças brancas depois da morte de seu único filho em um acidente industrial. Ela trabalha para a família Leefolt, tendo principalmente cuidado dos filhos de Elizabeth Leefolt (Ahna O'Reilly), uma jovem que sofreu com depressão pós-parto, que se recusa a dar afeto à sua filha exceto, quando disciplinando-a. A melhor amiga de Aibileen é Minny Jackson (Octavia Spencer), uma empregada negra franca que trabalhou durante muito tempo para a mãe de Hilly Holbrook (Bryce Dallas Howard), a senhora Walters (Sissy Spacek), a tal ponto de serem muito próximas. O temperamento tempestuoso de Minny é tolerado devido ao respeito por suas grandes habilidades culinárias. Eugenia "Skeeter" Phelan (Emma Stone) é uma jovem branca de pensamento independente retornando para a plantação da família depois de se formar pela Universidade de Mississippi, descobre que sua querida empregada de infância, Constantine (Cicely Tyson), partiu enquanto ela estava longe. Ela está perplexa, pois acredita que Constantine não teria ido embora sem escrever, e ela finalmente descobre que sua mãe, Charlotte (Allison Janney), demitiu Constantine no início do ano.
Enquanto o grupo social de Skeeter frequentou a faculdade para encontrar maridos, Skeeter ganhou uma orientadora e continua a ser única, para grande desgosto de Charlotte, sem marido e que aspira a ter uma carreira de escritora de sucesso. Ela começa a fazer incursões para este objetivo quando ela consegue um emprego com o jornal local como uma colunista com "dicas dona de casa", pedindo à Elizabeth se Aibileen poderia ajudá-la a responder as cartas; depois de ganhar a permissão de Elizabeth (que por sua vez "ganhou permissão" de Hilly) e aproximando-se de Aibileen por si mesma, a empregada concorda. Após a passar o tempo com Aibileen, Skeeter torna-se cada vez mais desconfortável com as atitudes de suas amigas socialites brancas, especialmente depois de saber do projeto chamado de "A Ajuda" e a "Iniciativa de Saneamento" de Hilly, um plano para legislar banheiros separados obrigatórios para domésticas negras, porque "as negras são portadores de doenças diferentes das que acometem as brancas". Inspirada por seu relacionamento com Constantine, Skeeter pensa em escrever sobre as relações entre brancas e negras, especialmente desde que as crianças criadas por empregadas negras tendem a assumir as atitudes preconceituosas de seus pais quando se tornam adultos. As cozinheiras são relutantes em cooperar, com medo de represálias de seus empregadores, mas Aibileen, eventualmente, concorda. Minny também colabora após Hilly demitir ela por usar o banheiro de hóspedes como instruído pela senhora Walters em vez de sair para usar o banheiro do projeto "A Ajuda" que fica ao ar livre e porque no momento tinha um tornado se aproximando.
Hilly faz Minny ter dificuldades em encontrar um novo emprego, afirmando falsamente que ela havia roubado dela, que por vingança, faz algo "terrívelmente horrível" com Hilly. Como resultado, o marido abusivo de Minny obriga a filha a deixar a escola para trabalhar como empregada doméstica. Minny finalmente encontra trabalho com Celia Foote (Jessica Chastain), que é casada com o rico Johnny Foote (Mike Vogel), o ex-namorado de Hilly, que nunca superou o fim do relacionamento. Celia informa a Minny que ela está grávida. Por causa de sua disposição doce, a ignorância com a casta social tácita e personalidade exuberante, Celia é ignorante sobre como "adequadamente" deve ser o tratamento de Minny como uma empregada em sua casa; muitas vezes ela se junta a Minny na cozinha para aulas de culinária e eles compartilham as refeições que elas fazem em conjunto, proporcionando uma a outra conselhos sobre como lidar com os problemas que cada mulher enfrenta em sua vida. Ao mesmo tempo, Skeeter começou a retirar-se do mesmo círculo por vontade própria, apesar de encontrar-se com Stuart Woodworth (Chris Lowell), o filho do senador estadual local, através de Hilly. A relação de amizade de Skeeter e Stuart agrada Charlotte imensamente. A relação entre Celia e Minny aprofunda ainda mais depois que Celia sofre um aborto e ela informa Minny que ela e Johnny tinham se casado porque ela ficou grávida, mas perdeu o bebê um mês depois; ela também havia perdido dois outros bebês. Durante um evento de caridade em que as socialites zombam ainda mais dela, Celia consome apenas cocktails e tem um confronto infeliz com Hilly.
Skeeter apresenta o projeto do livro para Harper & Row. Sua editora, Elaine Stein (Mary Steenburgen), a aconselha que inclua mais histórias das empregadas, e que tem que ser rápida pois as férias estão se aproximando e os Direitos Civis em recém desenvolvimento devem ser de curta duração. A culminação acontece com o assassinato do ativista negro Medgar Evers e com Yue May, que substituiu Minny, sendo brutalmente presa por roubar um anel sem valor, o que convence as empregadas a notar que o livro de Skeeter poderia dar-lhes uma oportunidade de mostrar o que elas experimentam na vida. Eventualmente, mais empregadas do que Skeeter jamais poderia ter esperado concordam em contar suas histórias.
Skeeter, Aibileen e Minny percebem ao escreverem o livro, que algumas histórias são muito conectadas com empregadas domésticas e familiares específicos, e começam a se preocupar em serem expostas. Assim, Minny, como uma forma de "seguro", revela a história "terrivelmente horrível" para assegurar que os empregadores não vão retaliar, para que não se confirmem segredos de família. Em um acesso de raiva por Hilly demiti-la e prejudicar sua reputação, Minny cozinha sua famosa torta de chocolate especialmente para Hilly, adicionando suas próprias fezes, tornando cuidado para manter a senhora Walters longe da torta. Hilly come duas fatias de torta antes de Minny dizer a ela o que tinha colocado, fazendo com que a senhora Walters tenha um ataque de riso, pelo qual Hilly posteriormente a envia para um asilo. Minny prevê que colocar a história "terrivelmente horrível" no livro vai manter as outras empregadas domésticas a salvo de retaliações. Já que Hilly preferia morrer do que deixar que alguém saiba que ela era o tema da história "terrivelmente horrível", ela vai exercer sua influência social para convencer qualquer um que a história não aconteceu em Jackson.
Skeeter, tendo escrito a história "terrivelmente horrível" no projeto, decide adicionar uma última história: a de Constantine. Ela confronta sua mãe para que fale a verdade. Charlotte revela que, durante um almoço com as Filhas da Revolução Americana, a filha de Constantine, Rachel, chegou e desobedeceu a ordem de Charlotte para entrar pela cozinha, envergonhando-a muito no processo. A fim de manter sua reputação, Charlotte demite Constantine e ordena que ela e Rachel saiam imediatamente. Algum tempo depois, Rachel leva Constantine para Chicago. Charlotte tinha a intenção de trazer Constantine de volta, mas com o tempo, o irmão de Skeeter foi à Chicago para trazê-la de volta à Jackson e descobre que ela havia morrido. O livro, publicado anonimamente para proteger Skeeter e as identidades de suas contribuintes, é um sucesso, e os royalties são compartilhados com as empregadas. Stuart toma conhecimento do conteúdo do livro e rompe com Skeeter, sentindo-se traído. Minny confessa sobre a história terrivelmente horrível a Celia, que finalmente vê Hilly como a manipuladora que ela é. Pensando que tudo está seguro com as origens do livro, Hilly fica furiosa quando uma contribuição de Celia a uma das obras de caridade de Hilly é feita para "Duas Fatias (de Torta) para Hilly." Bebendo, humilhada e procurando briga, ela dirige à casa de Skeeter para confrontá-la. Quando Hilly tenta invadir a casa e insulta o jeito "hippie" de Skeeter, Charlotte aparece na varanda, comentando sobre sua aparência abatida e observando que ela deve ter comido "muita torta" - o que implica que ela sabe exatamente sobre quem foi escrito a história "Terrivelmente horrível". Antes de Hilly poder dizer outra palavra, Charlotte ordena que ela saia da propriedade.
Depois da partida de Hilly, Charlotte e Skeeter são capazes de conciliar, com Charlotte expressando o forte espírito independente da filha que realmente é extraordinário e deve ser admirado, especialmente quando ela atende um telefonema destinado a Skeeter de Elaine sobre uma oferta de emprego para escrever para a Harper & Row. Charlotte se oferece para ajudar Skeeter a se preparar para este momento de mudança de vida de Jackson para Manhattan. Celia pensa que ela tem enganado adequadamente seu marido ao trazer Minny para ajudá-la a gerenciar o serviço de limpeza; no entanto, quando Johnny vai até a casa, Minny está andando pelo caminho com os mantimentos, Minny acha que ele vai ficar furioso com ela, e ela corre aterrorizada para a casa. Ele é capaz de alcançá-la a pé e revela que ele não só sabe que Minny tem trabalhado lá o tempo todo, como também descobriu os múltiplos abortos espontâneos de Celia. Johnny também notou que depois de Minny ter chegado, a saúde de Celia começou a melhorar, pelo que ele é profundamente grato. Johnny ajuda Minny levar suas malas para a casa, onde ela é surpreendida por uma mesa cheia de alimentos feitos por Celia, que tem-se preparado inteiramente como resultado de aulas de culinária de Minny. Ambos, Johnny e Celia informam a Minny que ela poderá trabalhar para eles até quando quiser. Esta bondade dá Minny a coragem de deixar o marido abusivo, e ela leva seus filhos para viver com os Footes.
Em conclusão, Hilly está de volta à sua velha maneira: sabendo que ela não pode ter Aibileen presa por seus relatos, sem expor-se, ela então pretende enquadrá-la por roubo de alguns talheres de prata emprestados. Aibileen tenta manter-se firme timidamente no início, enquanto Elizabeth tenta deixar o assunto passar. Hilly pressiona a questão até o ponto onde ela diz a Aibileen que ela será presa. Aibileen se cansou do egoísmo horrendo de Hilly e de cega e arrogantemente tentar de controlar todos ao seu redor, e condená-la como uma mulher sem Deus, vingativa, e nunca em paz. Derrotada e humilhada, Hilly cai em prantos e repensa. Durante a partida, Aibileen tranquiliza a filha triste de Elizabeth, Mae Mobley, com o credo que ela tem dito ( "Ser boa, ser esperta, ser importante"), então, obrigada por Elizabeth, sai para uma nova vida, refletindo sobre seu desejo de se tornar uma escritora.

## Elenco
- Viola Davis como Aibileen Clark

- Emma Stone como Eugenia "Skeeter" Phelan
  - Lila Rogers como Eugenia (criança)
- Octavia Spencer como Minny Jackson
- Jessica Chastain como Celia Foote
- Bryce Dallas Howard como Hilly Holbrook
- Chris Lowell como Stuart Whitworth
- Allison Janney como Charlotte Phelan
- Mike Vogel como Johnny Foote
- Sissy Spacek como Sra. Walters
- Cicely Tyson como Constantine Bates
- Anna Camp como Jolene French
- Ahna O'Reilly como Elizabeth Leefolt
- David Oyelowo como Pastor Green
- Mary Steenburgen como Elaine Stein
- Nelsan Ellis como Henry
- Ashley Johnson como Mary Beth Caldwell
- Aunjanue Ellis como Yule May Davis
- Shane McRae como Raleigh Leefolt
- Brian Kerwin como Robert Phelan
- Leslie Jordan como Sr. Blackly
- LaChanze como Rachel Bates
- Ted Welch como William Holbrook
- Dana Ivey como Grace Higgenbottom
- Wes Chatham como Carlton Phelan
- Tiffany Brouwer como Rebecca

## Produção
Em dezembro de 2009, a Variety informou que Chris Columbus, Michael Barnathan e Michael Radcliffe iriam produzir uma adaptação cinematográfica do livro The Help. Brunson Green da Harbinger Productions também irá co-produzi-lo. O filme será roteirizado e dirigido pelo amigo de infância da escritora do romance, Tate Taylor.
A notícia da primeira adição do elenco veio em março de 2010, quando foi divulgado que Emma Stone fora anexada ao projeto para desempenhar o papel de Skeeter Phelan. Posteriormente, outros atores foram confirmados no filme, os quais incluem: Viola Davis como Aibileen; Bryce Dallas Howard como Hilly Holbrook, principal antagonista da história; Allison Janney como Charlotte Phelan, a mãe de Skeeter; e Octavia Spencer, que vai interpretar Minny. Amiga de longa data de Stockett e Taylor, Spencer inspirou a personagem de Minny na obra de Stockett e retratou-a na versão audiobook do romance.
As filmagens de The Help estavam previstas para começar em julho de 2010 e se estender até outubro. A cidade de Greenwood, no Mississippi, irá retratar a Jackson dos anos 1960; o produtor Brunson Green disse que esperava gravar noventa e cinco por cento do filme por lá. Partes do longa-metragem também serão filmadas na Jackson real, assim como em Clarksdale e Greenville. The Help será a produção cinematográfica mais significativa no Mississipi desde o ano 2000 com O Brother, Where Art Thou?.
A fim de convencer os produtores a filmar em Greenwood, Tate Taylor e outros membros da produção já haviam chegado à cidade e foram a vários locais; em sua primeira reunião com os executivos da Dreamworks, ele os presenteou com um álbum de fotos de possíveis locais de filmagem na área. O programa estadual de incentivo fiscal para cineastas também foi um atrativo fundamental na decisão. Cenas do escritório do fictício Jackson Journal foram filmadas em Clarksdale, no prédio que antigamente abrigou o Clarksdale Press Register por quarenta anos até abril de 2010.

## Recepção
O filme teve aclamação por parte da critica especializada e grande aceitação por parte do publico. O site de avaliação de crítica Rotten Tomatoes relatou que 77 por cento das 200 críticas profissionais feitas sobre o filme foram positivas, com uma pontuação média de 7,1 em 10, com o consenso: "Embora indiscutivelmente duro ao discorrer sobre temas raciais, Histórias Cruzadas se sobressai na força do seu elenco, particularmente Viola Davis, cujo desempenho é poderoso o suficiente para levar o filme nas costas. O site Metacritic que atribuiu pontuação numa média de 100 á opiniões de críticos convencionais, dá ao filme um pontuação de 62 com base em 41 comentários. O site CinemaScore informou que os espectadores deram ao filme uma nota A+ em uma escala que vai de A+ a F.O filme também foi muito bem nas bilheterias, e com um orçamento de 25 milhões de dólares, arrecadou mais de 220 milhões de dólares mundialmente. O filme também foi bem recebido pelos sindicatos de críticos e ganhou muito destaque na temporada americana de premiações, onde recebeu um Oscar de Melhor Atriz Coadjuvante com Octavia Spencer e foi indicado para outros 3: Jessica Chastain como Melhor Atriz Coadjuvante, Melhor Atriz com Viola Davis e Melhor Filme, indicações e premiação repetidas no Golden Globe Awards. Recebeu também três prêmios no SAG Awards levando o de Melhor Elenco, Melhor Atriz Coadjuvante (Octavia Spencer vencedora,Jessica Chastain indicada) e Melhor Atriz Principal (Viola Davis). Ganhou três prêmios no Satellite Awards, incluindo Melhor Elenco e Melhor Atriz Principal (Viola Davis). Do Broadcast Film Critics Association Awards ganhou o prêmio de Melhor Atriz com Viola Davis, Melhor Atriz Coadjuvante, (Octavia Spencer ganhadora,Jessica Chastain indicada) e ainda foi indicado ao prêmio de Melhor Filme e o prêmio de Melhor Elenco. Recebeu ao todo 41 prêmios e foi indicado a 102, entre eles o Oscar,Golden Globe Awards,SAG Awards,BAFTA e outros.

### Trilha sonora
A Canção original do filme é "The Living Proof" da cantora Mary J. Blige. O Disco foi lançado no dia 26 de Julho de 2011 pela Geffen Records.
| N.º | Título                              | Duração |  |
| 1.  | "The Living Proof"                  | 5:57    |  |
| 2.  | "Jackson"                           | 5:28    |  |
| 3.  | "Sherry"                            | 5:35    |  |
| 4.  | "I Ain't Never"                     | 1:56    |  |
| 5.  | "Victory Is Mine"                   | 3:47    |  |
| 6.  | "Road Runner"                       |         |  |
| 7.  | "Hallelujah I Love Her So"          | 2:35    |  |
| 8.  | "The Wah-Watusi"                    | 2:32    |  |
| 9.  | "Personality"                       | 10:29   |  |
| 10. | "Don't Think Twice, It's All Right" | 3:38    |  |
| 11. | "Let's Twist Again"                 | 2:19    |  |
| 12. | "Don't Knock"                       | 2:30    |  |

## Estreia
Em 13 de outubro de 2010, a DreamWorks divulgou a previsão da data de estreia do filme nos Estados Unidos para o dia 12 de Agosto de 2011.
No Brasil, depois de serem anunciadas as indicações ao Oscar 2012, o filme ganhou data de estreia para o dia 3 de fevereiro.

## Distribuição
Foi o primeiro filme da DreamWorks SKG, à ser distribuído pela Walt Disney Pictures desde o fim da parceria de anos da DreamWorks com a Paramount Pictures que terminou no primeiro semestre de 2011. A partir de Histórias Cruzadas todos os filmes da DreamWorks em diante serão distribuídos pela Walt Disney Studios com o selo  Touchstone Pictures que é uma subsidiária da The Walt Disney Company.

## Prêmios e nomeações
Academy Awards / Oscar
| Ano  | Categoria                | Nomeado(s)       | Resultado |
| ---- | ------------------------ | ---------------- | --------- |
| 2012 | Melhor Filme             | Melhor Filme     | Indicado  |
| 2012 | Melhor Atriz             | Viola Davis      | Indicado  |
| 2012 | Melhor Atriz Coadjuvante | Jessica Chastain | Indicado  |
| 2012 | Melhor Atriz Coadjuvante | Octavia Spencer  | Venceu    |

British Academy of Film and Television Award (BAFTA)
| Ano  | Categoria                | Nomeado(s)       | Resultado |
| ---- | ------------------------ | ---------------- | --------- |
| 2012 | Melhor Filme             | Melhor Filme     | Indicado  |
| 2012 | Melhor Atriz             | Viola Davis      | Indicado  |
| 2012 | Melhor Atriz Coadjuvante | Jessica Chastain | Indicado  |
| 2012 | Melhor Atriz Coadjuvante | Octavia Spencer  | Venceu    |
| 2012 | Melhor Roteiro Adaptado  | Tate Taylor      | Indicado  |

Golden Globe Awards / Prêmios Globo de Ouro
| Ano  | Categoria                | Nomeado(s)           | Resultado |
| ---- | ------------------------ | -------------------- | --------- |
| 2012 | Melhor Filme - Drama     | Melhor Filme - Drama | Indicado  |
| 2012 | Melhor Atriz - Drama     | Viola Davis          | Indicado  |
| 2012 | Melhor Atriz Coadjuvante | Jessica Chastain     | Indicado  |
| 2012 | Melhor Atriz Coadjuvante | Octavia Spencer      | Venceu    |

Screen Actors Guild Award
| Ano  | Categoria                | Nomeado(s)       | Resultado |
| ---- | ------------------------ | ---------------- | --------- |
| 2012 | Melhor Atriz Coadjuvante | Jessica Chastain | Indicado  |
| 2012 | Melhor Atriz Coadjuvante | Octavia Spencer  | Venceu    |
| 2012 | Melhor Atriz             | Viola Davis      | Venceu    |
| 2012 | Melhor Elenco            | Melhor Elenco    | Venceu    |